# Liste der Kulturdenkmale in Ladelund
In der Liste der Kulturdenkmale in Ladelund sind alle Kulturdenkmale der schleswig-holsteinischen Gemeinde Ladelund (Kreis Nordfriesland) aufgelistet (Stand: 10. März 2025).

## Legende
In den Spalten befinden sich folgende Informationen:
- Objekt-ID: die Nummer des Kulturdenkmales
- Lage: die Adresse des Kulturdenkmales und die geographischen Koordinaten. Kartenansicht, um Koordinaten zu setzen. In der Kartenansicht sind Kulturdenkmale ohne Koordinaten mit einem roten Marker dargestellt und können in der Karte gesetzt werden. Kulturdenkmale ohne Bild sind mit einem blauen Marker gekennzeichnet, Kulturdenkmale mit Bild mit einem grünen Marker.
- Offizielle Bezeichnung: Bezeichnung des Kulturdenkmales
- Beschreibung: die Beschreibung des Kulturdenkmales
- Bild: ein Bild des Kulturdenkmales

## Sachgesamtheiten
| Objekt-ID      | Lage                                                   | Offizielle Bezeichnung | Beschreibung | Bild                             |
| -------------- | ------------------------------------------------------ | ---------------------- | --- | -------------------------------- |
| 40624 Wikidata | Dorfstraße 43, Dorfstraße (54° 50′ 28″ N, 9° 1′ 29″ O) | Kirche St. Petri       | Aktualisierung vorgesehen - Begründung: geschichtlich, künstlerisch, städtebaulich, Kulturlandschaft prägend - Schutzumfang: Kirche St. Petri mit Ausstattung, Kirchhof, Feldsteinwall (Dorfstraße); Pastorat (Dorfstraße 43) | weitere Fotos \| Fotos hochladen |

## Bauliche Anlagen
| Objekt-ID     | Lage                                       | Offizielle Bezeichnung           | Beschreibung | Bild                             |
| ------------- | ------------------------------------------ | -------------------------------- | --- | -------------------------------- |
| 4092 Wikidata | Dorfstraße 43 (54° 50′ 25″ N, 9° 1′ 10″ O) | Pastorat                         | Alteintragung (Aktualisierung vorgesehen) - Begründung: geschichtlich, städtebaulich - Schutzumfang: Alteintragung (Aktualisierung vorgesehen) - Denkmaltyp: Bauliche Anlage, Sachgesamtheit: Kirche St. Petri | Fotos hochladen                  |
| 4091 Wikidata | Dorfstraße (54° 50′ 28″ N, 9° 1′ 28″ O)    | Kirche St. Petri mit Ausstattung | Alteintragung (Aktualisierung vorgesehen) - Begründung: geschichtlich, künstlerisch, städtebaulich - Schutzumfang: gesamtes Objekt - Denkmaltyp: Bauliche Anlage, Sachgesamtheit: Kirche St. Petri             | weitere Fotos \| Fotos hochladen |

## Gründenkmale
| Objekt-ID      | Lage                                    | Offizielle Bezeichnung | Beschreibung | Bild            |
| -------------- | --------------------------------------- | ---------------------- | --- | --------------- |
| 19286 Wikidata | Dorfstraße (54° 50′ 28″ N, 9° 1′ 30″ O) | Kirchhof               | Alteintragung (Aktualisierung vorgesehen) - Begründung: geschichtlich, Kulturlandschaft prägend - Schutzumfang: Kirchhof, Feldsteinwall - Denkmaltyp: Gründenkmal, Sachgesamtheit: Kirche St. Petri | Fotos hochladen |

## Quelle
- Liste der Kulturdenkmale in Schleswig-Holstein – Kreis Nordfriesland (PDF)

- Karte mit allen Koordinaten:
- OSM |
- WikiMap